# Bae Woo-hee
Bae Woo-hee (hangul: 배우희; hanja: 裴優熙; rr: Bae U-heui; MR: Pae U-hŭi; Busan, 21 de novembro de 1991), mais frequentemente creditada na carreira musical apenas como Woohee (hangul: 우희), é uma cantora e atriz sul-coreana. Realizou sua estreia no cenário musical em 2012 no grupo feminino Dal Shabet. Iniciou sua carreira de atriz através de uma participação na série de televisão Reply 1994.

## Biografia
Woohee nasceu no dia 21 de novembro de 1991 em Busan, Coreia do Sul. Ela atualmente estuda na Instituto de Mídia e Artes Dongah com especialização em entretenimento.

## Carreira

### Antes da estreia
Woohee treinou por um ano na Medialine Entretanimento e originalmente estava programada para como integrante do grupo Viva Girls, mas a estreia foi cancelada por problemas financeiros da gravadora. Ao sair da Medialine Entertainment, mais tarde Woohee entrou para a Happy Face Entertainment onde foi programada para estrear como integrante do grupo Dal Shabet em 2012.

### 2012: Estreia com Dal Shabet
Em 24 de março de 2012, foi confirmado que Woohee seria oficialmente introduzida como integrante do grupo Dal Shabet para substituir a integrante Viki, que havia deixado o grupo meses antes para seguir carreira solo. Dal Shabet lançou seu primeiro vídeo com Woohee em 1 de junho de 2012.

### 2013–presente: Colaborações, estreia na atuação e outras composições
Woohee colaborou com a banda Every Single Day para o lançamento do single Nap, incluída no extended play Sky Bridge da banda. A canção foi lançada em 27 de agosto de 2013, acompanhado por um videoclipe onde Woohee estrelou. Em 14 de novembro, ela lançou uma OST para o drama Infinite Power, intitulada Towards Tomorrow. Em 29 de abril de 2014, ela lançou uma OST Hello My Love para o drama Jang Bo-ri Is Here. Em 5 de janeiro, Woohee lançou seu single solo, intitulado Love Hurts, incluída no nono extended play do Dal Shabet, Naturalness.

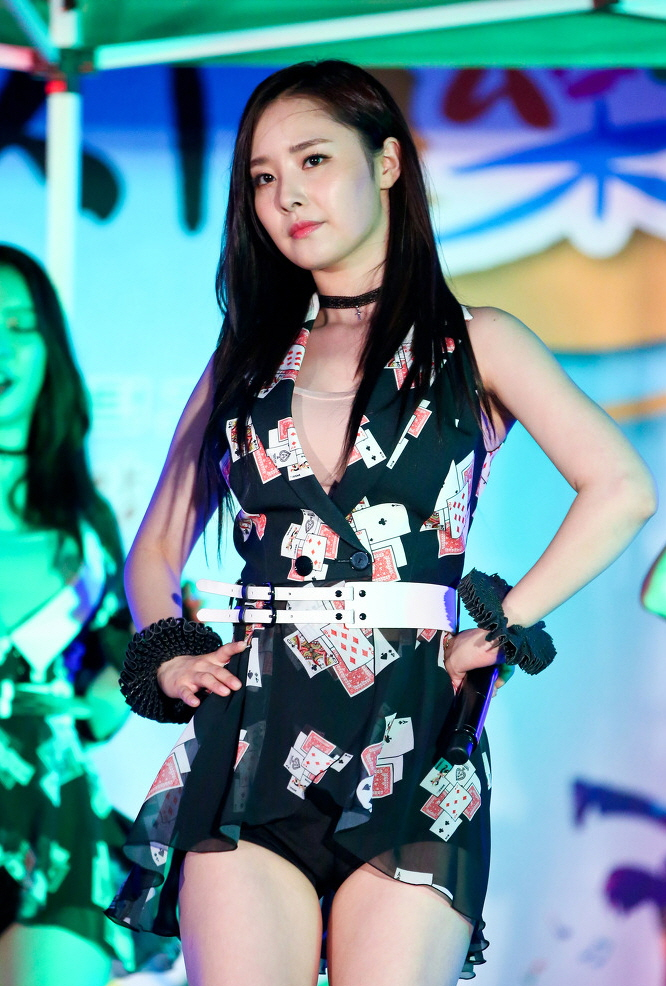
Woohee se apresentando no Kpop Summer Festival, em 18 de julho de 2015.

Woohee realizou sua estreia como atriz no drama Infinite Power, onde ela interpretou a personagem recorrente Han Sun-ja. Em 24 de fevereiro de 2014, foi revelado que Woohee iria realizar sua estreia nos cinemas através de uma participação especial no filme Tunnel 3D. Woohee escreveu as letras da faixa Maybe, incluída no sexto extended play do Dal Shabet, lançado em 20 de junho de 2013.
Em outubro de 2017, Woohee se tornou concorrente do reality show da KBS, The Unit: Idol Rebooting Project, onde em janeiro de 2018, durante o episódio final, Woohee foi anunciada como uma das finalistas do programa. Ao lado das outras vencedoras do programa, Woohee deverá estrear como integrante do grupo Unity, formado pelas finalistas.

## Discografia
| Ano  | Canção             | Álbum                  |
| ---- | ------------------ | ---------------------- |
| 2013 | "Nap"              | Skybridge              |
| 2013 | "Towards Tomorrow" | Infinite Power OST     |
| 2014 | "Hello My Love"    | Jang Bo-ri Is Here OST |

## Filmografia

### Filmes
| Ano  | Título    | Papel     | Notas                                           |
| ---- | --------- | --------- | ----------------------------------------------- |
| 2014 | Tunnel 3D | Hye Young | Participação especial; primeiro filme de Woohee |

### Dramas
| Ano  | Título                       | Papel                    | Emissora      | Notas                 |
| ---- | ---------------------------- | ------------------------ | ------------- | --------------------- |
| 2013 | Reply 1994                   | Ha Hee-ra                | TVN           | Participação especial |
| 2013 | Infinite Power               | Han Sun-ja               | Naver TV Cast | Papel de apoio        |
| 2015 | The Lover                    |                          | Mnet          | Participação especial |
| 2015 | Persevere, Goo Hae-ra        | Amiga colegial de Sejong | Mnet          | Participação especial |
| 2015 | The Time We Were Not In Love | Hong Eun-jung            | SBS           | Papel de apoio        |
| 2016 | Everyday, New Face           | Seul-bi                  | —             | Papel principal       |